# سنجیده مسجد
مسجد سنجیده مربوط به سدهٔ ۶ ه.ق است و در قزوین، محله راه‌ری واقع شده که در دوره سلجوقی بنا شده‌است، این اثر در تاریخ ۱۰ آبان ۱۳۵۴ با شمارهٔ ثبت ۱۱۱۸ به‌عنوان یکی از آثار ملی ایران به ثبت رسیده‌است.
این مسجد در حال حاضر فقط دارای فضای گنبد خانه‌ای به شکل مربع است. مسجد سنجیده در دو ضلع مشرف به گذر بوده و در هر ضلع دارای سه راه ارتباطی است. این مسجد دارای گنبدی به سبک سلجوقی، مناره کوتاه و تزیینات مقرنس در زیر گنبد است.
این مسجد دارای سردابه ایست که شباهت‌های بسیار زیادی به معابد مهری ایران باستان دارد.